# برناردو تروخيو
برناردو تروخيو (بالإسبانية: Bernardo Trujillo)‏ هو قانوني وشخصية أعمال كولومبي، ولد في 1920، وتوفي في 1971.